# Майерс, Уильям
Уи́льям Эрне́ст Ма́йерс (англ. William Ernest Meyers; 23 июля 1943, Йоханнесбург — 7 мая 2014, Эденвейл) — южноафриканский боксёр полулёгкой весовой категории, выступал за сборную ЮАР в начале 1960-х годов. Бронзовый призёр летних Олимпийских игр в Риме, участник многих международных турниров и матчевых встреч.

## Биография
Активно заниматься боксом начал в раннем детстве, проходил подготовку в одном из местных спортивных клубов, уже в возрасте семнадцати лет стал показывать достойные результаты. Благодаря череде удачных выступлений удостоился права защищать честь страны на летних Олимпийских играх 1960 года в Риме — сумел дойти здесь до стадии полуфиналов полулёгкой весовой категории, после чего со счётом 1:4 проиграл поляку Ежи Адамскому.
Получив бронзовую олимпийскую медаль, Майерс ещё в течение некоторого времени продолжал выходить на ринг в составе национальной сборной, принимая участие в различных международных турнирах. Так, в 1963 году он представлял ЮАР на чемпионате США в Ютике, где сумел дойти до финала первого среднего веса, выиграв тем самым серебряную медаль (в решающем матче по очкам уступил американцу Уэйду Смиту).
7 мая 2014 года скончался в городке Эденвейл возле Йоханнесбурга.